# 한익수
한익수(韩益洙, 1912년 10월 15일~1978년 9월 5일)는 조선민주주의인민공화국의 독립운동가 출신 군인, 정치인이다.

## 생애
1912년 10월 15일에 지린성 룽징시의 농민가정에서 태어났다. 그는 조선인민혁명군에 입대했으며, 1937년에는 김일성 등과 함께 보천보 전투에 참전했다. 1945년에 일본이 항복하자 그는 귀국해 조선민주주의인민공화국 정부 수립에 기여했다.
6.25 전쟁에 당시 참전했으며, 인민군 부총참모장, 민족보위성 부상, 인민군 총정치국장 등을 역임했다. 1962년에 최고인민회의 제3기 대의원이 되었으며, 1969년에는 조선로동당 중앙위 정치위원회 후보위원, 1973년에는 조선로동당 중앙위 부장, 1977년에는 조선로동당 중앙위 검열위 위원장에 임명되었다.

## 참고 자료
- Han Ik-su (1968). 〈Studying is the First and Foremost Task for the Revolutionaries〉. 《Reminiscences of the Anti-Japanese Guerillas》. Pyongyang: Foreign Languages Publishing House. OCLC 3207400.